# József Berényi
József Berényi (né en 1967 à Okoč) est un homme politique slovaque, leader du Parti de la coalition hongroise.